# Sámán király
A Sámán király (シャーマンキング; Sáman Kingu; Hepburn: Shāman Kingu; Shaman King) japán mangasorozat, amelyet Takei Hirojuki írt és illusztrált. A sorozat Yoh Asakura (Aszakura Jó) kalandjait követi, aki sámánképességeit tökéletesítve küzd a sámánkirályi címért a világ számos más sámánjával a Sámánbajnokságon. Takei a sámánizmust választotta sorozata fő témájául, mert egy olyan témát akart választani, amellyel előtte még egy mangaalkotó sem próbálkozott.
A Sámán király manga először 1998 és 2004 között jelent meg a Shueisha Súkan Sónen Jump antológiájában, majd 32 tankóbon kötetbe gyűjtötték. 2008–2009 folyamán 27 átdolgozott kanzenban kötet is kiadásra került. 2017-ben a Kodansha megszerezte a manga jogait, majd 2018-ban 35 digitális kötetben adta ki, 2020-tól pedig nyomtatásban is elkezdte megjelentetni. Észak-Amerikában az angol nyelvű változat a Viz Media Shonen Jump magazinjában futott 2003 márciusa és 2007 augusztusa között. 2020-ban a Kodansha USA újralicencelte a sorozatot, amit digitális és nyomtatott formában is ki fog adni.
A mangából Mizusima Szeidzsi rendezésében 64 részes animesorozat is készült a TV Tokyo, a Nihon Ad Systems és a Xebec stúdió gyártásában. Elsőként a TV Tokyo sugározta 2001. július 4. és 2002. szeptember 25. között Japánban. Az anime angol nyelvű változatát a 4Kids Entertainment készítette el, a stúdióra jellemző módon: vágott és módosított jelenetek, megváltoztatott nevek, s a szöveg „szabad” fordítása. Magyarországon a Jetix (2005-ig Fox Kids) tévécsatorna tette ismertté a magyar szinkronnal ellátott 4Kids-es változatot. A manga egy új animefeldolgozását, melyet a Bridge stúdió készít, 2021 áprilisi premierrel jelentették be.
Megjelenése óta a Sámán király népszerűségének köszönhetően jelentős médiafranchise-ra tett szert, az animeadaptáció mellett számos videójáték, kártyajáték és több Sámán király témájú termék is piacra került. A mangából 2020-ig több mint 35 millió kötetet adtak el.

## Történet

Yoh és Amidamaru

A Sámán király főszereplője Yoh Asakura (Aszakura Jó), egy többgenerációs sámáncsalád sarja. A sámánok az élők és a holtak világa közötti kapcsolatteremtés médiumai. Yoh célja, hogy a sámánkirállyá váljon, az egyetlen sámánná, aki képes kapcsolatba lépni a szellemek királyával és megszerzi annak a képességét, hogy olyanná formálja a világot, amilyenné szeretné. Yoh megismerkedik Mortyval (Ojamada Manta), egy városi fiúval, aki szintén látja a szellemeket, mégsem hisz bennük. Morty a történet folyamán Yoh első igazi barátjává válik. Egy másik személy, akivel barátságot köt, Amidamaru, egy hatszáz éves szamuráj szelleme, aki örök hűséget fogad új gazdájának. Ahhoz, hogy valaki sámánkirállyá váljon, meg kell nyernie az 500 évente megrendezésre kerülő Sámánbajnokságot, amelyen a világ minden pontjáról érkező sámánok versengenek a címért. A sors úgy hozza, hogy épp hamarosan veszi kezdetét a bajnokság, ezért Anna Kyoyama (Kjójama Anna), aki egy gyerekkori ígéret révén Yoh menyasszonya, kemény edzésnek veti alá, hogy felkészítse a megmérettetésre. A történet előrehaladtával Yoh számos barátra tesz szert – korábbi ellenfeleiből is –, mint Rio (Umemija Rjúnoszuke), Len Tao (Tao Ren), Trey Racer (Uszui Horokeu „Horohoro”), VIII. Faust, Lyserg Diethel és Jocó (Chocolove McDonnell).
A Sámánbajnokságon megjelenik Zeke Asakura (Aszakura Hao), egy rendkívül erős sámán, aki sámánkirályként egy olyan világot akar létrehozni, melyben nem léteznek sem emberek, sem gyenge sámánok. Zeke nem mellesleg Yoh sohasem látott ikertestvére, ezért megpróbálja maga mellé állítani a fiút, csakúgy mint egy fanatikusokból álló csoport, a Kívülállók (X-Laws), akik célja Zeke és követőinek elpusztítása. A Sámánbajnokság végére Yoh és barátai, a Kívülállók és Zeke csapata maradnak állva. Zeke sámánkirállyá koronázza magát miközben lelke összeolvad a szellemek királyával, majd kómába esik. Hogy legyőzhessék, Yoh-éknak meg kell küzdeniük a Dobbie (Patch) törzs tíz tagjával, akik a szellemek királya (és Zeke) szolgálatában állnak. Miután a törzs harcosai elbuknak, Zeke felébred és elnyeli Yoh-ék lelkét. Az öt legendás elemet, a földet, a villámot, az esőt, a tűzet és a szelet használva kell felvenniük a küzdelmet Zeke-kel, immár a szellemek királyán belül. Rövidesen kiderül Zeke titkos kívánsága, hogy visszakapja halott édesanyját. Anna megidézi Zeke édesanyjának lelkét, aki elmondja, hogy megmentése érdekében meg kell bocsátania az embereknek, amiért megölték őt 500 évvel ezelőtt. Zeke úgy dönt, elveti az emberiség eltüntetésére irányuló tervét és inkább megfigyeli, hogy Yoh és barátai hogyan váltják meg a világot. Hét évvel később Hana Asakura (Aszakura Hana) egy állomáson várja az öt legendás harcost (Yoh, Len, Trey, Lyserg, Jocó) és szüleit, Yoh-t és Annát.

## A sorozat megszületése és az alkotói folyamat
A Sámán király megalkotása előtt Takei Vacuki Nobuhiro asszisztenseként dolgozott annak Ruróni Kensin című mangáján és eszmecserét folytatott a többi asszisztenssel a sorozatáról. Vacuki kollégájaként elsősorban az asszisztensi feladataira koncentrált, saját munkájával csak a nap végén foglalkozott. Hatással volt rá a street art, a hiphop és rap kultúra, amely a manga rajzolásából is kitűnik. A fekete-fehér panelek rajzoláshoz kalligrafikus tintát és tollhegyet, a színes rajzokhoz Copic márkájú színezőt használt. Mikami Hiromasza író, aki Takei egyik asszisztenseként dolgozott a sorozaton, elárulta, hogy a színes rajzokon szinte kizárólag az asszisztensek dolgoztak. Azt is megosztotta, hogy Takei nem ügyelt a képkockák nagyságára rajzoláskor, mindig a képet rajzolta meg először, majd utólag kicsinyítette vagy vágta megfelelő méretűre, mikor a határvonalakat meghúzta. A mangaka hozzátette, hogy emiatt rengeteg képet egyáltalán nem vagy csak egy részletüket láthatják az olvasók.
Takei a sámánizmust választotta sorozata fő témájául, mert egy olyan témát akart választani, amit előtte még egy alkotó sem. Elmondása szerint beépítette saját személyiségét és hitét a Sámán királyba. Érdekelte a sámánizmus témája és úgy tekintett a történet ezen aspektusára, mint érdeklődésének „természetes kiterjesztésére”. A sorozat címében az angol „shaman” (sámán) szót használta, annak köszönhetően, hogy a „nüansza egészen nagyszerű” és „nincs a japánban olyan szó, ami pontosan hordozza a ’shaman’ szó jelentését”.
Takei csak az után írta meg a történetet, miután megalkotta hozzá a szereplőket, mivel úgy tartja, a történetek abból születnek, ha a szereplői léteznek. Ebből kifolyólag gyakori, hogy a nyitó oldalakon többségében olyan szereplők láthatóak, akik a sorozatban nem játszanak fontos szerepet vagy még be sem mutatkoztak. Emellett a legfontosabb dolognak a szereplők egyediségét érezte. Szereplőin keresztül be kívánt mutatni különböző kultúrákat, származási háttereket és értékeket. Arra a kérdésre, hogy „A pacifista vallások sámánjai hogyan nyerhetnék meg a Sámánbajnokságot?”, azt válaszolta, hogy a sámánharcot a „lélek erejével” vívják. Takei kijelentette, a „Sámán király végső üzenete, hogy a harc sohasem használ”.
Öt évvel a sorozat vége után, amikor a kanzenban-kiadás is befejeződött, Takei a következőt mondta: „Az eredmény jobb lett, mint vártam! Miután ilyen sokáig várattam az olvasókat, a legutolsó dolog, amit tenni akartam, hogy csalódást okozzak nekik.” Úgy gondolta, hogy a befejezésnél esett rá a legnagyobb felelősség. Ez a kiadás lehetővé tette a korrekciókat és kiigazításokat, amit Takei szórakoztatónak talált, mivel nem az alapoktól kellett kezdenie a munkát és feleleveníthette a sorozat készítésének emlékeit.

## Médiamegjelenések

### Manga

#### Shueisha-kiadás
A Sámán király manga fejezeteit Takei Hirojuki írta és illusztrálta, és a Shueisha Súkan Sónen Jump mangamagazinjában publikálták 1998. június 30. és 2004. augusztus 30. között. A 285 fejezetből álló sorozatot 32 tankóbon kötetbe gyűjtötték össze, az elsőt 1998. december 3-án, az utolsót 2005. január 5-én adta ki a Shueisha. Az utolsó, 32. kötet kiadását eredetileg 2004. december 3-ára tervezték, de a kiadó úgy döntött, hogy csak abban az esetben kívánja piacra dobni, ha 50 000 ember kérése beérkezik hozzá, emiatt egy hónappal a tervezetnél később jelent meg.
Takei először a 2007-es Japan Expo után a rajongók kérdésére adott válaszában beszélt a Sámán király visszatéréséről. Azt válaszolta, hogy már rajzolja a sorozat befejezését, a konklúzió végső változata egy nagy kötetben foglalna helyet, és 2008 végén kerülne bemutatásra. Pár hónappal később az Animeland nyilvánosságra hozott egy interjút Takei-jel, és több részletet a Sámán király végéről. Végül a 2008-as Jump Festán jelentette be a Shueisha a Sámán király kanzenban újrakiadását, és itt jelent meg az első szórólapja. A teljes sorozatot újranyomtatták 27 kanzenban kötetben, amely a Shaman King Kang Zeng Bang (シャーマンキング　完全版), avagy Shaman King Kanzen-Ban címet kapta. A sorozat újranyomtatott változata nagyobb méretű lett és szebb grafikákkal egészítették ki. Új borítólapokat kapott, és eddig soha nem látott fejezeteket és több színes oldalt is tartalmaz. Ez a kiadás több módosítás mellett egy teljesen új, a rajongók által elfogadottabb „igazi” befejezést is kapott, s ezáltal 300 fejezetesre duzzadt. Az új végkifejletet a Kang Zeng Bang hivatalos weboldalán is elérhetővé tették. Az első kanzenban kötet 2008. március 4-én, az utolsó, 27. 2009. április 3-án jelent meg a Shueisha gondozásában. A Sámán király a Shueisha Jump Remix magazin stílusú könyvsorozat részeként is megjelent, összesen tizenhat kötetet publikáltak ebben a formában 2011. április 1. és október 28. között.
Észak-Amerikában a Viz Media szerezte meg az angol nyelvű kiadás jogait és a Shonen Jump magazinban publikálta a fejezeteket. A 2003 évi harmadik számban kezdte meg, de a 2007 augusztusi számmal a sorozat befejezése előtt abbahagyta a publikálást. Kötetes formában már a teljes sorozat megjelent, az első kötetet 2003. szeptember 3-án adta ki, míg a befejező 32-diket 2011. január 4-én.
A Sámán király több európai, latin-amerikai és ázsiai országban is megjelent fordításban. Franciaországban a Kana, Németországban a Carlsen Comics, Olaszországban a Star Comics, Norvégiában a Schibsted Forlagene, Oroszországban a Comix-ART, Spanyolországban az Editores de Tebeos (korábban Glénat), Svédországban a Bonnierförlagen, Ausztráliában és Új-Zélandon a Madman Entertainment, Brazíliában az Editora JBC, Szingapúrban a Chuang Yi, míg Vietnamban a Kim Đồng Publishing House kiadásában került a polcokra.

#### Kodansha-kiadás
2017 decemberében a Kodansha Sónen Magazine Edge magazinjában, melyben Takei Nekogahara című mangája is fut, bejelentették, hogy megszerezték a Sámán király jogait, Japánban a Shueishától, Észak-Amerikában a Viz Mediától. 2018. január 1-jén egy weboldalt is elindítottak, ahol a Kodansha a sorozat huszadik évfordulóját ünnepelte. A Kodansha ezután 35 kötetbe gyűjtve, új borítóval kiadta az eredeti mangát e-könyvek formájában 2018. április 28. és 2018. október 1. között. E digitális kiadás nyomtatásban is megjelent, a kötetek havi gyakorisággal kerültek kiadásra; az 1–5. kötet 2020. június 17-én, a 6–8. kötet 2020. július 17-én, a 9–11. kötet 2020. augusztus 17-én, a 12–14. kötet 2020. szeptember 17-én, a 15–17. kötet 2020. október 16-án, a 18–20. kötet 2020. november 17-én, a 21–23. kötet 2020. december 17-én jelent meg.
2020 júliusában a ComiXology és a Kodansha USA bejelentették, hogy az új, teljes kiadás 35 kötetének angol nyelvű változatát ki fogják adni digitálisan 2020 júliusától, azonban a megjelenést el kellett halasztani az év októberére. Kodansha USA azt is bejelentette, hogy a kötetek nyomtatásban, 11 három az egyben omnibusz kiadásban is meg fognak jelenni 2021–2022 folyamán. Az első kötetek 2021 tavaszára várhatóak.

#### Folytatások, spin-offok és különkiadások
A Funbari no uta (ふんばりの詩; Funbari Poem) a Sámán király ötfejezetes spin-offja, amely hét évvel a manga története után játszódik és a főszerepben Yoh és Anna fia, Hana Asakura (Aszakura Hana) áll. Hana Rióval karöltve egy utazásra indul, hogy megkeressék az öt elemi harcost, Horohorót, Len Taót, Lyserg Diethelt, Jocót (Chocolove McDanielt) és Yoh Asakurát. A sorozat főhősei itt már felnőttek, többüknek családja van: Yoh elvette Annát, majd megszületett fiuk, Hana, Len Jeanne-t, a vasszüzet vette feleségül és szintén egy fiuk született, akit Tao Mennek neveztek el. Lyserg kitűnő detektívvé vált, akárcsak apja. Mind az öt fejezet megtalálható az angol nyelvű kiadás 32. kötetének végén.
2011. november 10-én debütált a Shaman King: Zero című one-shot manga a Jump Kai magazinban. A Shaman King: Flowers kezdetéig még további négy one-shot jelent meg, az utolsó one-shot-fejezetet 2014. október 10-én publikálták. A Shaman King: Zero fejezetei két önálló kötetben is kiadásra kerültek Japánban 2012. május 10-én és 2015. január 19-én.
2011 novemberében jelentette be a Shueisha a fő sorozat folytatásának tekinthető Shaman King: Flowers (シャーマンキング Flowers; Sáman Kingu Furavázu; Hepburn: Shāman Kingu Furawāzu) sorozat indulását, amely a Jump Kai magazinban debütált 2012. április 10-én, és az utolsó fejezete 2014. október 10-én jelent meg. A főszereplő Hana Asakura sámánná válását mutatja be. A Shaman King: Flowers első tankóbon kötete 2012. augusztus 10-én jelent meg és 2014. december 19-éig hat kötet látott napvilágot.
Az egyfejezetes Mappa dódzsi (麻葉童子; Hepburn: Mappa dōji) Zeke Asakurának a gyermekkori történetét mutatja be az eredeti életében. Zeke életét követi a régi feudális Japánban, az emberek keze által meghalt édesanyján át az első szellem barátjával való találkozásáig. Megszerzi az elmeolvasást és még más sámánképességeket is.
A Relax című egyfejezetes különkiadás bemutatja, hogy Zeke hogyan szedte össze a követőit mielőtt elkezdődött volna a Sámánbajnokság.
2017 decemberében a Kodansha bejelentette, hogy egy új történetfejezet fog indulni a Sónen Magazine Edge-ben. A Shaman King: The Super Star címmel induló mangát megelőzte három előzményfejezet 2018. április 17-én, majd publikálása 2018. május 17-én kezdődött. Az első tankóbon kötet 2018. november 15-én jelent meg. A manga 2018 decembere és 2019 júniusa között szünetelt. 2020. június 17-ig négy kötet jelent meg a végkifejlete felé közeledő mangából.
Egy spin-off manga Shaman King: Red Crimson (レッドクリムゾン; Reddo Kurimuzon) címmel, Jet Kuszamura (ジェット　草村; Hepburn: Jet Kusamura) rajzolásában és Takei Hirojuki képes forgatókönyvével 2018. június 15-én indult a Sónen Magazine Edgeben. A manga első tankóbon kötete 2018. november 15-én került kiadásra, majd 2019 januárja és májusa között szünetelt a sorozat. A Red Crimson 2020. január 17-én fejeződött be, és utolsó, negyedik tankóbon kötete 2020. március 17-én jelent meg. Takei és Kuszamura egy másik spin-off mangája, a Shaman King: Marcos (マルコス; Marukoszu; Hepburn: Marukosu) 2020. április 17-én indult a Sónen Magazine Edgeben. A Marcos első tankóbon kötete 2020. augusztus 17-én jelent meg. Mindkét manga középpontjában Jun Tao és a Tao család áll.
Egy másik spin-off Nueszava Kjó rajzolásában, Shaman King & a garden címmel, a Kodansha Nakajosi sódzso mangamagazinjának 2021 januári számában indult, melyet 2020. december 1-én kezdtek értékesíteni. A manga Zeke Asakura három követője, Kanna, Matilda és Marion múltját meséli el.
2020 júliusában a Kodansha USA bejelentette, hogy a Shaman King: Zero, a Shaman King: Flowers, a Shaman King: The Super Star és a Shaman King: Red Crimson spin-off mangák angol nyelvű digitális kiadása 2020 augusztusában megkezdődik, azonban a Zero, a Flowers és a Red Crimson megjelenését elhalasztották, és 2020 októbere és decembere között publikálták a köteteket, míg a The Super Star az év decemberében jelent meg.

### Anime

#### 2001-es animesorozat
A Sámán király első animefeldolgozását Mizusima Szeidzsi rendezte és a TV Tokyo, a Nihon Ad Systems és a Xebec stúdió gyártásában készült. A gyártás korai fázisában maga Takei is segített a stábnak, de mivel a manga készítése minden idejét elvette, így hamarosan kilépett. A 64 epizódból álló animesorozatot 2001. július 4. és 2002. szeptember 25. között vetítette a TV Tokyo Japánban. Az Egyesült Államokban a 4Kids Entertainment szerezte meg a vetítési jogokat. A 4Kids megvágott és szövegkönyvileg módosított változatának premierje a Fox Box csatornán volt 2003. augusztus 30-án. Az utolsó epizódot 2005. szeptember 3-án mutatták be. A 4Kids változata a Fox Kids, illetve Jetix hálózatokon számos európai, ázsiai és latin-amerikai országban vetítésre került.
Az epizódokat tizenhat DVD-kötetbe gyűjtve adta ki a King Records Japánban 2001. október 30. és 2003. január 22. között. A DVD-k három díszdobozos kiadványban is megjelentek 2008. augusztus 27. és 2008. december 25. között. Észak-Amerikában a Funimation Entertainment adott ki öt DVD-kötetet 2004. október 19. és 2005. március 29. között, kötetenként 3–3 vágatlan epizóddal. 2020 júniusában bejelentették, hogy az animét a Full Anime TV és a Bonbon TV elérhetővé teszi streamingszolgáltatásán keresztül Japánban.
Magyarországon a Fox Kids vetítette 2004-től a Sámán király 4Kids-változatát magyar szinkronnal, majd a Jetixszé alakult csatorna fejezte be 2005-ben. Az első epizód bemutatója 2004. november 2-án volt, míg az utolsóé 2005 decemberében. A DVD-kiadást a Mirax kezdte meg, 2007 folyamán három DVD-kötet jelent meg az első 9 epizóddal. A Jetix Sámán király – Szellemek és Szamurájok küzdelme cím alatt egy, az első két epizódot tartalmazó DVD-t is megjelentetett.

#### 2021-es animesorozat
A 2015-ös Otakonon a MAPPA elnöke – és a Madhouse korábbi elnöke –, Marujama Maszao kifejezte vágyát, hogy dolgozhasson a Sámán király egy új feldolgozásán. 2017 februárjában, miközben Takei rajongói kérdésekre válaszolt, hivatalos Twitter-oldalán elárulta, hogy ajánlatot kapott a Sámán király új animefeldolgozására, de visszautasította azt, mert az új anime készítői nem tudtak volna az első anime szinkronszínészeivel és filmzenéivel dolgozni, de bízott egy újabb esélyben.
2020 júniusában jelentették be, hogy egy új animesorozatban dolgozzák fel a manga 35 kötetes új kiadását, és a premierje 2021 áprilisában lesz a TV Tokyón. Az anime a Bridge stúdió gyártásában, Furuta Dzsódzsi rendezésében, Jonemura Sódzsi forgatókönyve és Szano Szatohiko karaktertervei alapján, és Hajasi Júki zenéjével fog készülni. Közzétették, hogy Yoh Asakura hangja Hikasza Jóko lesz, míg több szinkronhang, így Hajasibara Megumi (Anna Kyoyama), Konisi Kacujuki (Amidamaru), Takajama Minami (Zeke Asakura), Inujama Inuko (Morty), Romi Park (Len Tao), Tanaka Maszahiko (Rio) és Takagi Vataru (Tokagero) visszatér szerepéhez az első animéből. Ahogy a 2001-es sorozatban, úgy a 2021-esben is Hajasibara Megumi fogja előadni a nyitó- és záróadalokat.

### Zenei lemezek
Az animesorozat zenéjét Mima Maszafumi szerezte. A számok két CD-n jelentek meg. Az első lemez 2002. március 27-én került kiadásra Shaman King: Vocal Collection (シャーマンキング　ボーカルコレクション) címmel, 14 számmal, beleértve az első nyitó- és záródal televíziós hosszúságú változatát. A Shaman King: Original Soundtrack (シャーマンキング オリジナルサウンドトラック) követte 2002. június 26-án, a lemez 20 számot tartalmaz, köztük a második nyitódalt. 2004. március 24-én hat image song lemez jelent meg a szereplők dalaival, amelyeket a szereplők szinkronszínészei énekeltek. Három dráma CD is napvilágot látott a sorozat szinkronszínészeinek előadásával.

### Gyűjtögetős kártyajáték
A sorozathoz egy gyűjtögetős kártyajátékot is készített a Tomy Japánban. A kiadási jogokat az Upper Deck szerezte meg az Egyesült Államokban. A cég eredetileg 2004 nyarán kívánta piacra dobni, és a nagykereskedelmi értékesítést is tervbe vette 2005 januárjára, azonban bejelentették, hogy a Blockbuster Video exkluzív forgalmazási jogokat kapott 2005. január 28-tól február 15-ig. Cory Jones, az Upper Deck márka- és termékfejlesztési igazgatója később egy interjúban elmondta, hogy a televíziós sorozat alulteljesítése és későbbi levétele a műsorról vezetett a gyűjtögetős kártya kiadásának elvetéséhez.

### Videójátékok
Tizenhárom Sámán királyon alapuló videójáték jelent meg, az első, a Shaman King csó szendzsi rjakketu funbari hen 2001. december 21-én. Bár a Japánban fejlesztett játékok nem kerültek piacra a szigetországon kívül, a Konami és 4Kids Entertainment együttműködésével egy egész játéksorozat készült, amely tagjai viszont csak Észak-Amerikában és Európában váltak elérhetővé. A Sámán király szereplői közül többen megtalálhatóak a Jump Super Stars és Jump Ultimate Stars játékokban is.

### Egyéb kereskedelmi termékek
Két light novel Micui Hideki történetével és Takei Hirojuki illusztrációival 2001. december 25-én és 2002. augusztus 23-án került kiadásra. Egy rajongói könyv (fanbook) Shaman King Kósiki (Official) Fan Book: Mankin Book (シャーマンキング公式ファンブック｢マンキンブック｣; Hepburn: Shāman Kingu Kōshiki Fan Bukku - Mankin Bukku) 2004. április 30-án került piacra. Két kalauzt (guidebook) is kiadtak. Az első, amely az eredeti sorozaton alapul, Shaman King Character Book: Mandzsien (シャーマンキングキャラクターズブック｢万辞苑｣; Hepburn: Shāman Kingu Kyarakutāzu Bukku - Majien) címmel 2002. június 4-én jelent meg. A második, a Shaman King Kanzenban Final Szaisú Kósiki (Official) Guide Book Mantarite (シャーマンキング完全版　最終公式ガイドブック　マンタリテ; Hepburn: Shāman Kingu Kanzenban Saishū Kōshiki Gaidobukku Mantarite) már a kanzenban változathoz készült és pontosan hét évvel később jelent meg. Miután a Kodansha megszerezte a sorozat jogait, kiadtak egy regényt Torabasiri Kakeru tollából Faust 8: Eien no Eliza (永遠のエリザ) címmel 2018. november 15-én, és egy új szereplőismertető könyvet (character book) 2018. november 30-án. Ezenkívül Japánban számos kereskedelmi terméket adtak ki a sorozathoz, kulcstartókat, akciófigurákat, cosplay ruhákat és további kiegészítőket és játékokat.

## Kulturális utalások

Jeanne, a vasszűz az animesorozatban; utalás Jeanne d’Arc alakjára

Takei Hirojuki mind a keleti, mind a nyugati kultúrkörből számos kulturális, mitológiai elemet szőtt bele művébe. Egy jelentős részük a japán kultúra részét képezi, mint a szamurájok (Amidamaru) és Jamata no Orocsi, a nyolcfejű és nyolcfarkú sárkány (Rio egyik technikája képében). VIII. Faust egy gasadokurót, egy óriási csontvázlelket idéz meg Yoh-val vívott harca alkalmával. Takei a taoista gyökerű onmjódó legendáit is beépítette a történetébe, Yoh és Zeke jin és jang kapcsolatban áll egymással. A Sámánbajnokság felügyelőit amerikai indián sámánokként ábrázolja, jellegzetes tolldíszítéses öltözetükben, akik Amerikában őshonos állatok szellemeinek vagy éppen azték isteneknek parancsolnak. A kínai kultúrkört képviselő Tao család kínai harcosokból és dósihasználókból áll. Több kultúrhéroszra is tesznek utalásokat: Lee Pai-long karakterét Bruce Lee, míg Zeke-ét Abe no Szeimei ihlette, Jeanne, a vasszűz pedig utalás Jeanne d’Arcra. A Kívülállók leginkább fanatikus inkvizítorokként jellemezhetők, akik arkangyaloknak vagy éppen bukott angyaloknak parancsolnak. Eredeti nevükben (X-Laws) az „X” római tízest jelent és a Tízparancsolatra utal.

## Fogadtatás

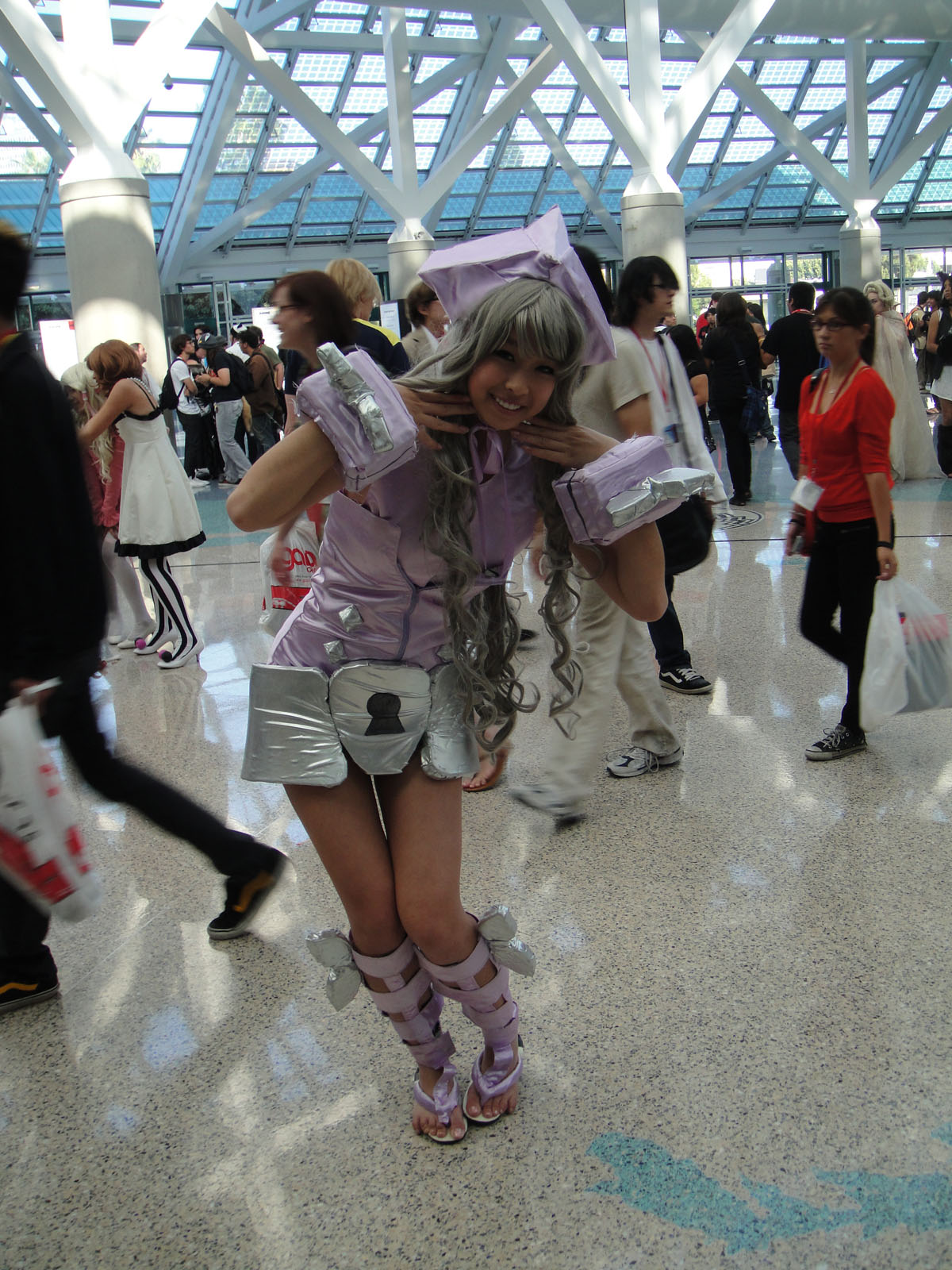
Jeanne-t imitáló cosplayes

Az eredeti 32 kötetes mangasorozatból 2011 novemberéig több mint 26 millió példányt adtak el Japánban. Az újabb Shaman King Kang Zeng Bang kötetek is magas eladási számokat értek el és rendszeresen szerepeltek a legjobb mangaeladási listákon Japánban, ahogy a sorozathoz kiadott kalauz és a Shaman King Flowers negyedik kötete is. 2020 márciusában a mangának több mint 35 millió kötete volt forgalomban. A mangakötetek az Egyesült Államokban is jó eladásokat értek meg, szerepeltek többek között a The New York Times, a Nielsen BookScan és a Diamond Comic Distributors listáin. 2008-ban a Sámán király volt a 24. legjobban eladott manga Észak-Amerikában az ICv2 közlése szerint, amely az egész év eladási adatain alapult. Az animeadaptáció több alkalommal került fel a legjobb nézettségű sorozatok listáira Japánban, az utolsó epizód 9,5%-os nézettséget ért el. Az Animage olvasói a Sámán királyt 2001 hatodik legjobb animesorozatának választották. A TV Asahi 2005-ben végzett online „Top 100” szavazásán a Sámán király a 47. helyet érte el. A Sámán király gyűjtögetős kártyajátékból megközelítőleg 165 millió darab kártyát értékesítettek Japánban.
Justin Freeman, az Anime News Network kritikusa bírálta az első kötetben, hogy túl erősen támaszkodik a szellemekre, mint deus ex machinára, s hozzátette, hogy „rossz útra tereli a sorozatot”. Másrészről Alexander Hoffman a Comics Village-től úgy vélekedett, hogy „ebben az első kötetben a Yoh, Amidamaru és Manta (Morty) között kibontakozó kapcsolat sokkal fontosabb, mint bármelyik felbukkanó szellemi entitás fejlődése”. Holly Ellingwoodot (Active Anime) lenyűgözte, hogy Takei képes volt több mitológiai és kulturális hiedelmet összegyűjteni és összekötni azokat a szereplők hátterével. Jason Thompson szerint a Sámán királyt úgy is lehet értelmezni, mint a JoJo no kimjó na bóken – az első manga, amely népszerűsítette a szellembarátokkal rendelkező hősöket – egy vallási töltetű „riff off”-ja. John Jakala (ANN) megjegyezte, hogy meglepte az „egyedi, graffiti stílusú” látványa a sorozatnak. Bár művésziességét „butának” bélyegezte, Sheena McNeil a Sequential Starttól hozzátette, hogy „letisztult és szépen részletezett” és „kiválóan” juttat kifejezésre. McNeil úgy ítélte meg, hogy Takei „csodálatos munkát végzett a sámánok modern korba hozásával, de egy fantasytörténetben tartásával”. Lori Henderson a Manga Life-tól utalt arra a tényre, hogy minden szereplőnek, még a gonosztevőknek is van okuk a harcra, és belső küzdelmeik, illetve maguk a harcok teszik élvezetes sorozattá a Sámán királyt. Ellingwood kijelentette, a Sámán királyt a „pezsgő akció”, a „fantáziadús fordulatok és a sámánharcosok kreatív világa” teszi „egyedi és stílusos sónen sorozattá”.
Eduardo Chavez, a Mania.com kritikusa szerint a sorozat „egy kötettel eléri, amit kíván”, de a folytatásban „kész unalomnak” is tűnhet. Cathleen Baxter a School Library Journaltől megjegyezte, hogy a Sámán király „megállás nélküli akció” „tipikus sónen szereplőkkel és harci stílussal”, a történetet pedig „könnyű követni és fenntartja az olvasó érdeklődését”. Margaret Veira az Active Anime oldalain viszont úgy írt, hogy a cselekmény egyre összetettebbé válik az előrehaladásával, míg Jason Thompsonnak úgy tűnt, hogy a huszadik kötettől mintha letérne az addigi útról. Hozzátette, hogy ’a harcok száma csökken, az ellenségeket nem lehet puszta erővel legyőzni, így a történetben a harcok helyett a váratlan árulások, a szereplők közötti kapcsolatok és a harci technikák helyett okos (de összezavaró) tervek kerülnek előtérbe’. Különösen az utolsó kötet „hagyhatott némi csalódottságot” az olvasókban Leroy Douresseaux (Comic Book Bin) szerint. Thompson is csalódottságát fejezte ki a 2004-es befejezés után, de hozzátette, hogy a kanzenban-változat már „nagyszerű befejezést” kapott, amelynek transzcendentális tetőpontja nem különbözik sokban Ótomo Kacuhiro Akira című mangájának vagy sok korlátlan hatalmú lénnyel kapcsolatos amerikai képregény befejezésétől.
Az AnimeStars szerint a történetben meglehetősen sok a sablon, de „ami mégis kiemeli a sorozatot az átlagból, azok a remek ötletek és a fáradhatatlan poénáradat”. A sablonosság és a jó ötletek kettősségét igazolja, hogy az animékben korábban megtapasztalt klisék, tanítások mellett a sorozat főszereplői sámánok, akik korábban nem igen képviseltették magukat manga- és animesorozatokban, emellett a szereplők kidolgozása is „hibátlan”. Bár a kritikus szerint a történet tartalmaz több érdekes és meglepő fordulatot, a Sámán király erőssége maguk a szereplők és azok sokszínűsége és hitelessége. „Még a kifejezetten negatívnak tűnő karakterek cselekedeteinek is érthető és talán megérthető a mozgatórugója. Az eltérő nézőpontok és végcélok mindig nemes elgondolást takarnak, még ha gyakran csak részigazságok formájában is.” Összefoglalva, bár a Sámán királyban „hemzsegnek a szokványos megoldások és fordulatok, aki megnézi, egy néhol elgondolkodtató és legfőképpen humoros animével lesz gazdagabb”.